# Рейно (Арканзас)
Рейно (англ. Reyno) — місто (англ. city) в США, в окрузі Рендолф штату Арканзас. Населення — 391 особа (2020).

## Географія
Рейно розташоване за координатами 36°21′39″ пн. ш. 90°45′33″ зх. д. / 36.36083° пн. ш. 90.75917° зх. д. (36.360867, -90.759102).  За даними Бюро перепису населення США в 2010 році місто мало площу 2,63 км², уся площа — суходіл.

## Демографія
Згідно з переписом 2010 року, у місті мешкало 456 осіб у 185 домогосподарствах у складі 124 родин. Густота населення становила 173 особи/км².  Було 217 помешкань (82/км²). 
Расовий склад населення:
| - 95,4 % — білих - 1,3 % — корінних американців - 0,4 % — чорних або афроамериканців |

До двох чи більше рас належало 2,4 %. Іспаномовні складали 0,9 % від усіх жителів.
За віковим діапазоном населення розподілялося таким чином: 25,0 % — особи молодші 18 років, 61,4 % — особи у віці 18—64 років, 13,6 % — особи у віці 65 років та старші. Медіана віку мешканця становила 39,2 року. На 100 осіб жіночої статі у місті припадало 99,1 чоловіків;  на 100 жінок у віці від 18 років та старших — 93,2 чоловіків також старших 18 років.
Середній дохід на одне домашнє господарство  становив 30 770 доларів США (медіана — 23 194), а середній дохід на одну сім'ю — 37 740 доларів (медіана — 29 712). За межею бідності перебувало 31,8 % осіб, у тому числі 40,7 % дітей у віці до 18 років та 7,2 % осіб у віці 65 років та старших.
Цивільне працевлаштоване населення становило 122 особи. Основні галузі зайнятості: освіта, охорона здоров'я та соціальна допомога — 23,0 %, виробництво — 22,1 %, роздрібна торгівля — 13,1 %, сільське господарство, лісництво, риболовля — 9,0 %.